# العلاقات الصينية البلجيكية
العلاقات الصينية البلجيكية هي العلاقات الثنائية التي تجمع بين الصين وبلجيكا.

## مقارنة بين البلدين
هذه مقارنة عامة ومرجعية للدولتين:
| وجه المقارنة                                              | الصين                    | بلجيكا                                                                              |
| --------------------------------------------------------- | ------------------------ | ----------------------------------------------------------------------------------- |
| المساحة (كم2)                                             | 9.60 مليون               | 30.53 ألف                                                                           |
| عدد السكان (نسمة)                                         | 1.33 مليار               | 11.37 مليون                                                                         |
| الكثافة السكانية (ن./كم²)                                 | 138.54                   | 372.42                                                                              |
| العاصمة                                                   | بكين                     | بروكسل                                                                              |
| اللغة الرسمية                                             | اللغة الصينية القياسية   | اللغة الهولندية، لغة فرنسية، اللغة الألمانية                                        |
| العملة                                                    | رنمينبي                  | يورو، فرنك بلجيكي                                                                   |
| الناتج المحلي الإجمالي (بليون دولار)                      | 12.24 تريليون            | 492.68 مليار                                                                        |
| الناتج المحلي الإجمالي (تعادل القوة الشرائية) بليون دولار | 19.82 تريليون            | 514.74 مليار                                                                        |
| الناتج المحلي الإجمالي الاسمي للفرد دولار أمريكي          | 8.03 ألف                 | 40.32 ألف                                                                           |
| الناتج المحلي الإجمالي للفرد دولار أمريكي                 | 13.21 ألف                | 43.44 ألف                                                                           |
| مؤشر التنمية البشرية                                      | 0.728                    | 0.890                                                                               |
| رمز المكالمات الدولي                                      | +86                      | +32                                                                                 |
| رمز الإنترنت                                              | .cn، .中国 ‏، .中國 ‏      | .be                                                                                 |
| المنطقة الزمنية                                           | توقيت الصين، ت ع م+08:00 | توقيت وسط أوروبا، ت ع م+01:00، ت ع م+02:00، توقيت وسط أوروبا الصيفي، أوروبا/بروكسل ‏ |

## مدن متوأمة
في ما يلي قائمة باتفاقيات التوأمة بين مدن صينية وبلجيكية:
- ترتبط شانغهاي مع أنتويرب باتفاقية توأمة منذ 21 نوفمبر 1980.[16][16][16][16]
- ترتبط ماكاو مع بروكسل باتفاقية توأمة.[17][18]
- ترتبط تشنغدو مع ميشيلين باتفاقية توأمة.
- ترتبط بكين مع بروكسل باتفاقية توأمة منذ 14 مارس 1979.
- ترتبط هانتشونغ مع تورنهاوت باتفاقية توأمة.
- ترتبط تشونغتشينغ مع أنتويرب باتفاقية توأمة منذ 1982.

## منظمات دولية مشتركة
يشترك البلدان في عضوية مجموعة من المنظمات الدولية، منها:
| علم المنظمة | اسم المنظمة                               | تاريخ انضمام الصين | تاريخ انضمام بلجيكا |
| ----------- | ----------------------------------------- | ------------------ | ------------------- |
|             | منظمة التجارة العالمية                    | 11 ديسمبر 2001     | ?                   |
|             | الأمم المتحدة                             | 25 أكتوبر 1971     | 27 ديسمبر 1945      |
|             | الاتحاد الدولي للاتصالات                  | 1 سبتمبر 1920      | 1866                |
|             | يونسكو                                    | 4 نوفمبر 1946      | 29 نوفمبر 1946      |
|             | الاتحاد البريدي العالمي                   | ?                  | ?                   |
|             | مؤسسة التنمية الدولية                     | 24 سبتمبر 1960     | 2 يوليو 1964        |
|             | منظمة حظر الأسلحة الكيميائية              | ?                  | ?                   |
|             | وكالة ضمان الاستثمار متعدد الأطراف        | 30 أبريل 1988      | 18 سبتمبر 1992      |
|             | منظمة الشرطة الجنائية الدولية             | ?                  | ?                   |
|             | مؤسسة التمويل الدولية                     | 15 يناير 1969      | 27 ديسمبر 1956      |
|             | بنك التنمية الآسيوي                       | 1986               | 1966                |
|             | البنك الدولي للإنشاء والتعمير             | 27 ديسمبر 1945     | 27 ديسمبر 1945      |
|             | المنظمة الهيدروغرافية الدولية             | ?                  | ?                   |
|             | البنك الإفريقي للتنمية                    | ?                  | ?                   |
|             | الفريق المعني برصد الأرض                  | ?                  | ?                   |
|             | مجموعة الموردين النوويين                  | ?                  | ?                   |
|             | المركز الدولي لتسوية المنازعات الاستشارية | 6 فبراير 1993      | 26 سبتمبر 1970      |

## وصلات خارجية
- موقع وزارة الخارجية الصينية
- موقع وزارة الخارجية البلجيكية